# ليزا دالبي
ليزا دالبي (بالإنجليزية: Liza Dalby)‏ (1950)؛ عالمة الإنسان، كاتِبة وروائية أمريكية.

## الجوائز
- برنامج فولبرايت